# 赤旗報
《赤旗報》（日语：しんぶん赤旗）是日本共產黨中央委員會發行的全國性日文機關報，1928年2月1日創刊，創刊時名為《赤旗》。根据2008年的统计，《赤旗报》为日本第12大报。

## 歷史
《赤旗報》1928年作為日本共產黨機關報開始發行，是一份受到日本政府查禁的非法刊物。當時「赤旗」的日文讀音是音讀「せっき」（Sekki），有別於現代的訓讀讀法「あかはた」（Akahata）。1935年，日本政府抓捕最後一名日共中央委員袴田里見後，《赤旗報》一時停止運作，截至此時共出版187期。
二戰結束後，於1945年（昭和20年）10月20日復刊，報紙名讀音也從「せっき」（Sekki）改為「あかはた」（Akahata）。1958年，宮本顯治上任日共書記長後，伴隨宮本顯治提出的擴大日共政治版圖的方針，赤旗報開始擴大發行量。至80年代，《赤旗報》日報和週日特刊（日曜版）發行量一度達到350萬部以上，但此後便開始萎縮，2019年時日報和週日特刊發行量之和也不到100萬部，其中日報每日發行量僅20萬部左右，但以發行量計算仍名列日本各報第15名，與規模較小的縣報相當。由于日本共產黨拒絕接受政黨交付金，目前《赤旗報》的收入是日共的主要收入來源。
《赤旗報》因存在獨特的調查渠道、不迴避日本「菊、鶴、星」（天皇、創價學會、自衛隊）等報導禁忌因素，在日本國內有一定影響力。

## 报纸风格
《赤旗報》在全世界许多重要城市派駐有記者，包括北京、柏林、開羅、倫敦、河內、莫斯科、墨西哥、新德里、巴黎和華盛頓特區。目前《赤旗报》每日發行的張數是16張，週日則加大份量到36張。虽然为日本共产党的机关报，但该报大部分内容与一般综合报纸无异，惟相较于其他报纸多出了“国民运动”和“党的生活”版面；在日本的国政选举期间，该报会在前几版着重报道日共及其候选人的政策主张。犯罪事件相关报道中，除非嫌疑人涉嫌有组织犯罪或是右翼分子，《赤旗报》不会刊登犯罪嫌疑人的真实姓名。《赤旗报》也刊登电视台和广播电台的节目表，但不像日本其他报纸那样刊登在最后一版。该报也较少刊登大型企业的广告。
由于日本共产党反对美军在日本驻扎，《赤旗报》不会刊登美军广播电台节目表。另外，由于日本共产党反对天皇制，《赤旗报》在涉及日本皇室的报道中不会使用“最高敬语”，例如：《赤旗报》的新闻报道中不会称呼日本天皇为“陛下”，而天皇杯足球赛则被称为“全日本足球选手权大会”（将全称“天皇杯全日本足球选手权大会”中的“天皇杯”省略）。《赤旗报》曾經停用日本年号纪年，只用公元纪年；但因有读者反映年号换算不便，2017年4月1日起，《赤旗报》在头版位置恢复了日本年号纪年，与公元纪年同时使用。赤旗曾稱呼韓國為「南朝鮮」，但現已不再以南朝鮮稱呼韓國。

## 畫廊

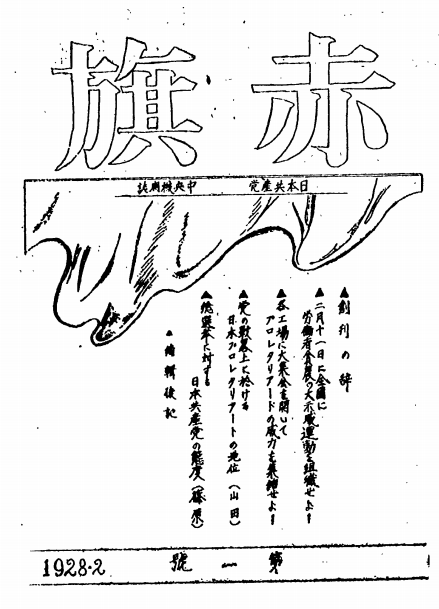
《赤旗報》創刊號
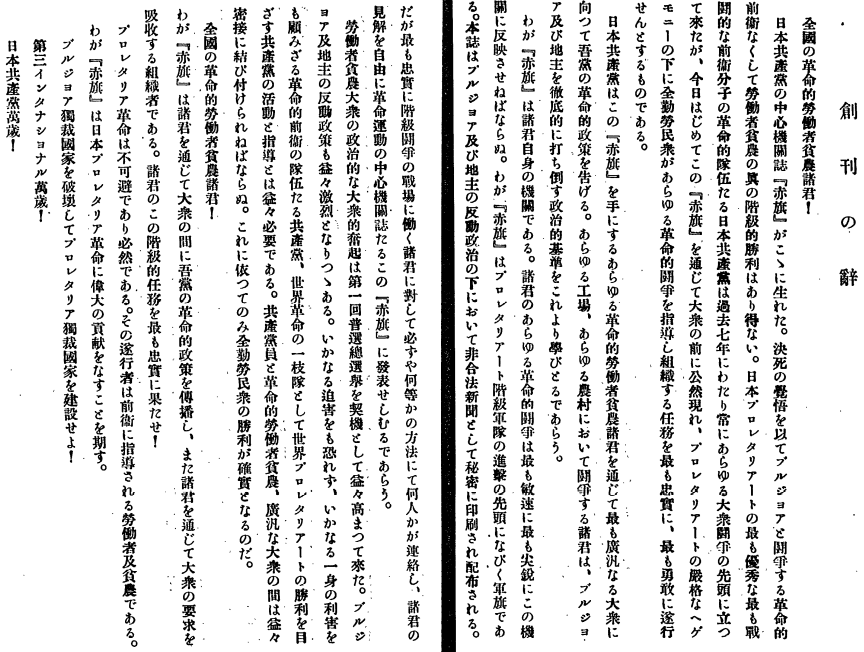
創刊辭
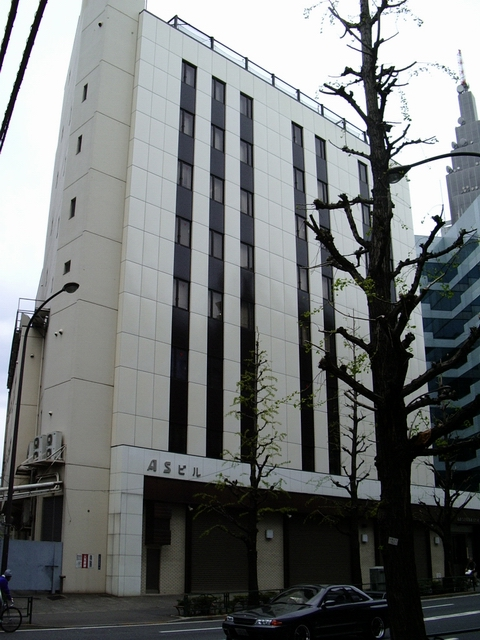
《赤旗報》編輯部所在地：AS大樓

## 舉行比賽
- 新人王戰圍棋賽

## 外部連結
- 赤旗報 （页面存档备份，存于） (日文)